# 思源宋体
思源宋体（英語：Source Han Serif，Google公司以的名称发布）是Adobe与Google所领导开发的開放原始碼字型家族，使用SIL開放原始碼字型授權在 GitHub 上发布。字型風格為明體。

## 開發
其于2017年4月3日发布，是对应于思源黑体的宋体（明體）字体，支持四种不同的东亚语言（简体中文、繁体中文、日文和韓文），且各有7级字重，其中的每一种都有 65535 个字形，可共同呈现一致的视觉美感。Adobe与Google发布思源黑体及思源宋体是为了呼應统一设计的需求，以服务于东亚15亿人口，並依照當地語系國家的標準規範，如日文採用日本JIS X 0208及JIS X 0213、韓文採用KS X 1001及KS X 1002標準、正體中文支援Big5並根據中華民國教育部國字標準字體造字、簡體中文以中華人民共和國的GB 18030及通用規範漢字表規範製作。
思源宋体由Adobe的西塚涼子設計，拉丁语、希腊语、西里尔文及数字採自Source Serif Pro字型，东亚文字（汉字、假名、谚文）部分则以小塚明朝基础，分别由不同设计公司協助设计各语种的字形——中文常州华文、日文Iwata Corporation、韩文Sandoll Communications。

## 命名
此字體的英文名稱為、日文名稱是，簡體中文为、繁体中文为、韩文为「／」，取自於成語「飲水思源」之意。
由Google發布的版本，則歸入Noto Serif系列字體旗下，稱作。

## OpenType字体功能

### 字形替换
思源宋体大量使用字形替换特性。
用户可以经由字体的ccmp（组字）功能实现Biángbiáng面的字，具体方法是：在软件支持的前提下，输入（或简体）并启用组字功能。ccmp还可用于表示未编码的旧式日语假名，以及自动将破折号替换成单个连续字符。
用户还可以使用locl（语种替换）功能调用各地字形，使用vert功能调用适合竖排的标点符号。
对于韩文，用户可以经由ljmo、tjmo、vjmo功能将一些韩文字母组合成字。

## 历史
2021年10月的2.000版本，支持了单个字重维度的可变字体格式。
2023年8月的2.002版本，思源宋体完整覆盖GB 18030-2022实现级别2所需要的字符。

## 衍生字型

### 風格
- 源流明體 （页面存档备份，存于）：柯志杰開發，筆畫帶有抑揚頓挫情緒。[10]
- 源雲明體 （页面存档备份，存于）：柯志杰開發，在橫及豎的起筆、收筆處加入粗細變化，筆畫交叉處有朦朧處理。[10]

### 字形標準
- 源樣明體 （页面存档备份，存于）：柯志杰（But Ko）開發，基於韓文版本的漢字傳承字形修改而成。[10]
- 昭源宋體 （页面存档备份，存于）：以思源宋體香港版為基礎，並兼顧坊間寫法而製作。
- SourceHanToClassic （页面存档备份，存于）：將思源宋體的字圖映射到字型內已有的舊字形字圖。